# Svjetionik Otočić Babac
Svjetionik Otočić Babac je svjetionik na jadranskom otočiću Babac, između otoka Pašmana i kopna.